# Circus Days and Nights
Circus Days and Nights est un opéra, pour voix et petit ensemble, composé en 2020 par Philip Glass, sur un livret de David Henry Hwang (en) et Tilde Björfors d'après le recueil de poèmes homonyme de Robert Lax (1915-2000). Commande de l'Opéra de Malmö et de la compagnie Cirkus Cirkör, la première mondiale a eu lieu le 29 mai 2021 sous la direction musicale de Minna Weurlander et la mise en scène de Tilde Björfors.

## Personnages
| Rôle              | Type de voix  | Distribution à la création, 29 mai 2021 Direction : Minna Weurlander |
| ----------------- | ------------- | -------------------------------------------------------------------- |
| Robert Lax vieux  | Baryton       | Jakob Högström                                                       |
| Robert Lax jeune  | Soprano       | Elin Rombo                                                           |
| Robert Lax enfant | Ténor         | Methinee Wongtrakoon                                                 |
| Mr Cristiani      | Ténor         | Simon Wiborn                                                         |
| Mrs Cristiani     | Mezzo-soprano | Karolina Blixt                                                       |